# 가야의 철갑옷
가야의 철갑옷은 일반적으로 대개 세로로 긴 철판을 이어 만든 판갑이며, 이 외에도 삼각형의 철판을 이은 판갑이나 비늘 모양의 작은 철판 조각을 가죽이나 못에 끼워 만든 비늘 갑옷등이 있다.

## 종류 및 제작 방법
가야 갑옷의 종류에는 판갑옷, 종장판 갑옷, 삼각판 혁철 단갑, 삼각판 정결 단갑, 비늘 갑옷이 있다.
갑옷 제작 방법은 판갑은 인체 구조에 맞추어 제작하였는데, 갑옷은 모두 27개 조각으로 곡면 처리가 되도록 재단했으며, 단조 과정(鍛造) 과정을 거친다. 갑옷 내외에는 8cm간격으로 구멍이 뚫려 있어 이 곳에 못을 끼우는 정결(釘結) 기법을 이용하며, 마지막으로 앞판과 뒤판에 경첩으로 연결한다. 종장판(縱長板) 갑옷은 긴 철판을 세로로 정결(釘結)한 것이며, 삼각판 혁철 단갑은 삼각형 철판에 구멍을 내 가죽끈으로 연결한 것이다. 삼각판 정결단갑은 굵은 못으로 정결(釘結)한 것이고, 비늘 갑옷은 작은 비늘 모양의 철판 조각을 연결한 것이다.

## 대표적인 유물들

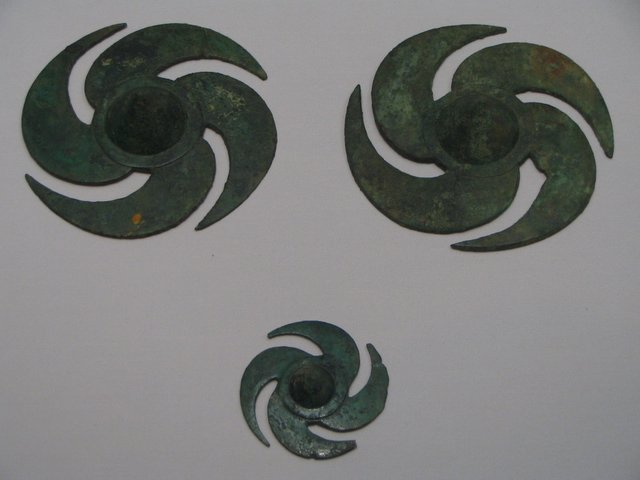
김해 대성동에서 발굴된 방패 장신구.
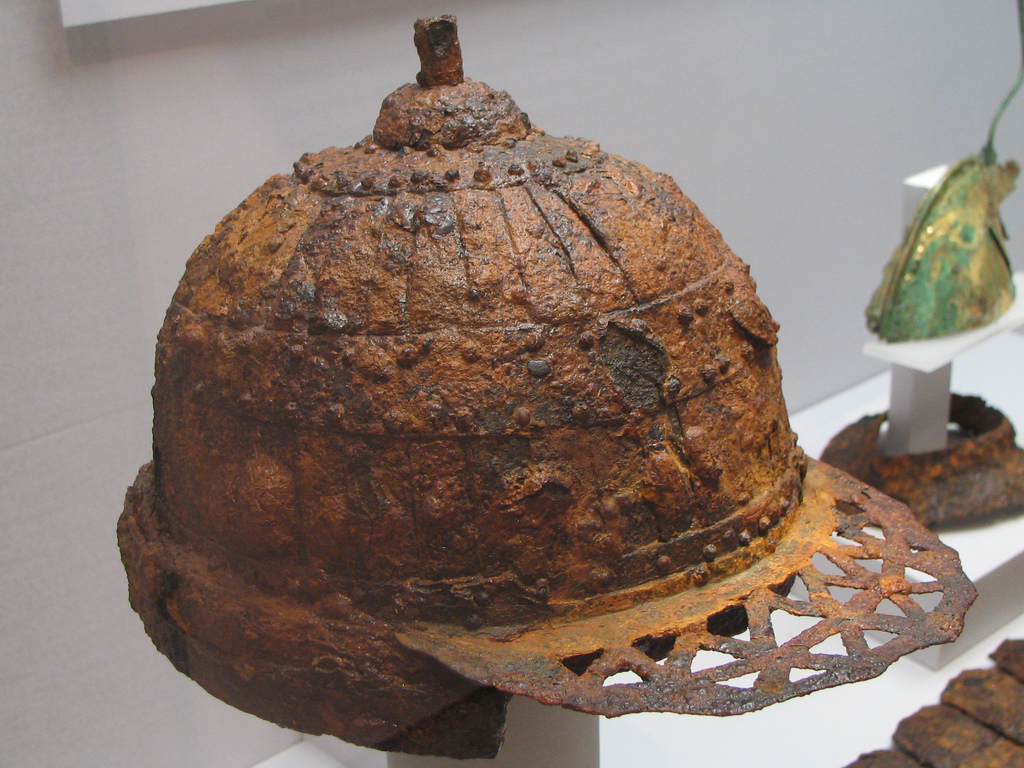
낙동강 유역에서 발견된 철제 투구.
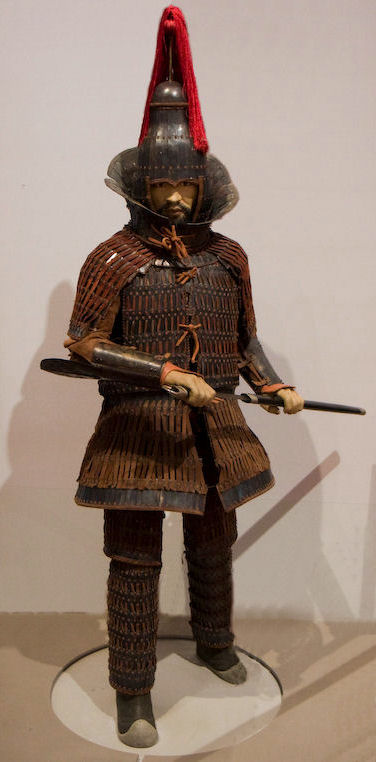
가야 병사가 무장한 모습을 재현한 모습.